# Daphne Seeney
Daphne Seeney, nota anche come  Daphne Fancutt (Monto, 2 febbraio 1933 – 18 settembre 2020), è stata una tennista australiana.

## Biografia
Si è sposata con il collega e compagno di doppio misto Trevor Fancutt nel 1957 e da quel momento ha usato il cognome da coniugata nei tornei, due figli della coppia Charles e Michael hanno intrapreso a loro volta la carriera tennistica.

## Carriera
Il suo anno migliore è stato il 1956, ha raggiunto la semifinale sia in singolare che nel doppio femminile (in coppia con Fay Muller) agli Australian Championships. Pochi mesi dopo a Wimbledon ha raggiunto la finale del doppio femminile sempre in coppia con la connazionale Fay Muller uscendone tuttavia sconfitta in due set.

## Finali nei tornei del Grande Slam

### Doppio femminile

#### Finali perse (1)
| Anno | Torneo                      | Compagna   | Avversarie in finale        | Risultato |
| 1956 | Torneo di Wimbledon, Londra | Fay Muller | Angela Buxton Althea Gibson | 1–6, 6–8  |